# Partito Regionalista Indipendente
Il Partito Regionalista Indipendente (in spagnolo: Partido Regionalista Independiente - PRI) è stato un partito politico cileno di orientamento centrista e regionalista operativo dal 2006 al 2018; inizialmente designato come Partito Regionalista degli Indipendenti (Partido Regionalista de los Independientes), fu ridenominato nell'aprile 2016.

## Storia
Il partito si affermò dalla fusione tra due movimenti regionali:
- Alleanza Nazionale degli Indipendenti (Alianza Nacional de los Independientes), radicata nelle regioni dell'Araucanía, di Los Lagos e Aysén;
- il Partito d'Azione Regionalista del Cile (Partido de Acción Regionalista de Chile), attivo nelle regioni di Tarapacá, Antofagasta e Atacama.

Alle elezioni generali del 2005 tali forze politiche avevano costituito la coalizione «Fuerza Regional Independiente», alla quale fu assegnato un deputato (espressione del Partito d'Azione Regionalista).
In vista delle elezioni generali del 2009 il nuovo soggetto politico si alleò col Movimento Ampio Sociale per formare il cartello «Chile Limpio. Votez Feliz», con l'intenzione di sostenere alle presidenziali la candidatura di Adolfo Zaldívar, fuoriuscito dal Partito Democratico Cristiano. Successivamente Zaldívar si ritirò dalla corsa e la coalizione si presentò solo alle parlamentari, riuscendo a ottenere due deputati (entrambi assegnati al PRI).
Il partito si sciolse nel febbraio 2018, quando costituì, insieme a Democracia Regional Patagónica, il Partito Regionalista Indipendente Democratico (Partido Regionalista Independiente Demócrata).

## Loghi

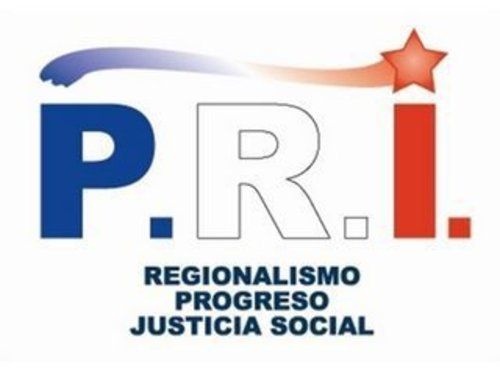
2006-2011
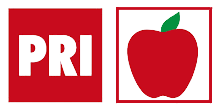
2012
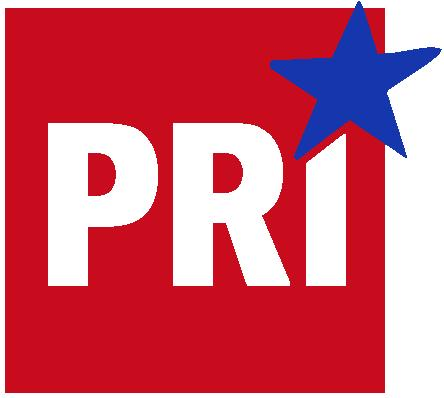
2013-2015